# Colombano (Capodistria)
Colombano (Kolomban in sloveno, pronuncia [kɔlɔmˈbaːn]) è un insediamento (naselje) di 480 abitanti nell'Istria settentrionale, della municipalità di Capodistria della regione statistica Carsico-litoranea della Slovenia.
Colombano sorge a ridosso del confine italo-sloveno, in prossimità dell'attigua frazione muggesana di Chiampore.

## Storia
L'area faceva tradizionalmente parte della regione storica del Litorale, ora invece è inglobata nella regione Carsico-litoranea.